# Góry Chūgoku
Góry Chūgoku (jap. 中国山地 Chūgoku-sanchi) – łańcuch górski znajdujący się w zachodniej części japońskiej wyspy Honsiu, w regionie Chūgoku. 
Rozciąga się ze wschodu na zachód na długości 500 km od prefektury Hyōgo do prefektury Yamaguchi. Najwyższym wzniesieniem tych gór jest położony w prefekturze Tottori szczyt Daisen, osiągający 1729 m n.p.m., a drugim Hyō (Hyō-no-sen) o wysokości 1510 m n.p.m. Wiele innych szczytów przekracza 1000 m n.p.m., natomiast niższe nie dochodzą do 500 m n.p.m. 
Przez znaczną część grzbietu biegnie granica między prefekturami Tottori i Okayama oraz między prefekturami Shimane i Hiroszima. Góry Chūgoku oddzielają region San’in na północy od regionu San’yō na południu.
Ważniejsze szczyty:

- Daisen（大山), 1729 m
- Hyō（氷ノ山, Hyō-no-sen lub Suga-no-sen), 1510 m
- Mimuro (三室山), 1358 m
- Osorakan (恐羅漢山), 1346 m
- Ushiro (後山), 1345 m
- Kanmuri (冠山), 1339 m
- Jakuchi (寂地山), 1337 m
- Ōgi (扇ノ山), 1310 m
- Dōgo (道後山), 1268 m
- Hibano (比婆山), 1264 m
- Nagi (那岐山), 1255 m
- Hiru (蒜山), 1199 m
- Myōken (妙見山), 1136 m
- Ōsa (大佐山), 1069 m
- Sen (千ヶ峰, Sen-ga-mine), 1005 m
- Hōbutsu (宝仏山), 1005 m
- Seppiko (雪彦山), 915 m
- Aono (青野山), 907 m
- Haku (白山), 510 m

Znaczna część gór Chūgoku zbudowana jest z granitu.

## Galeria

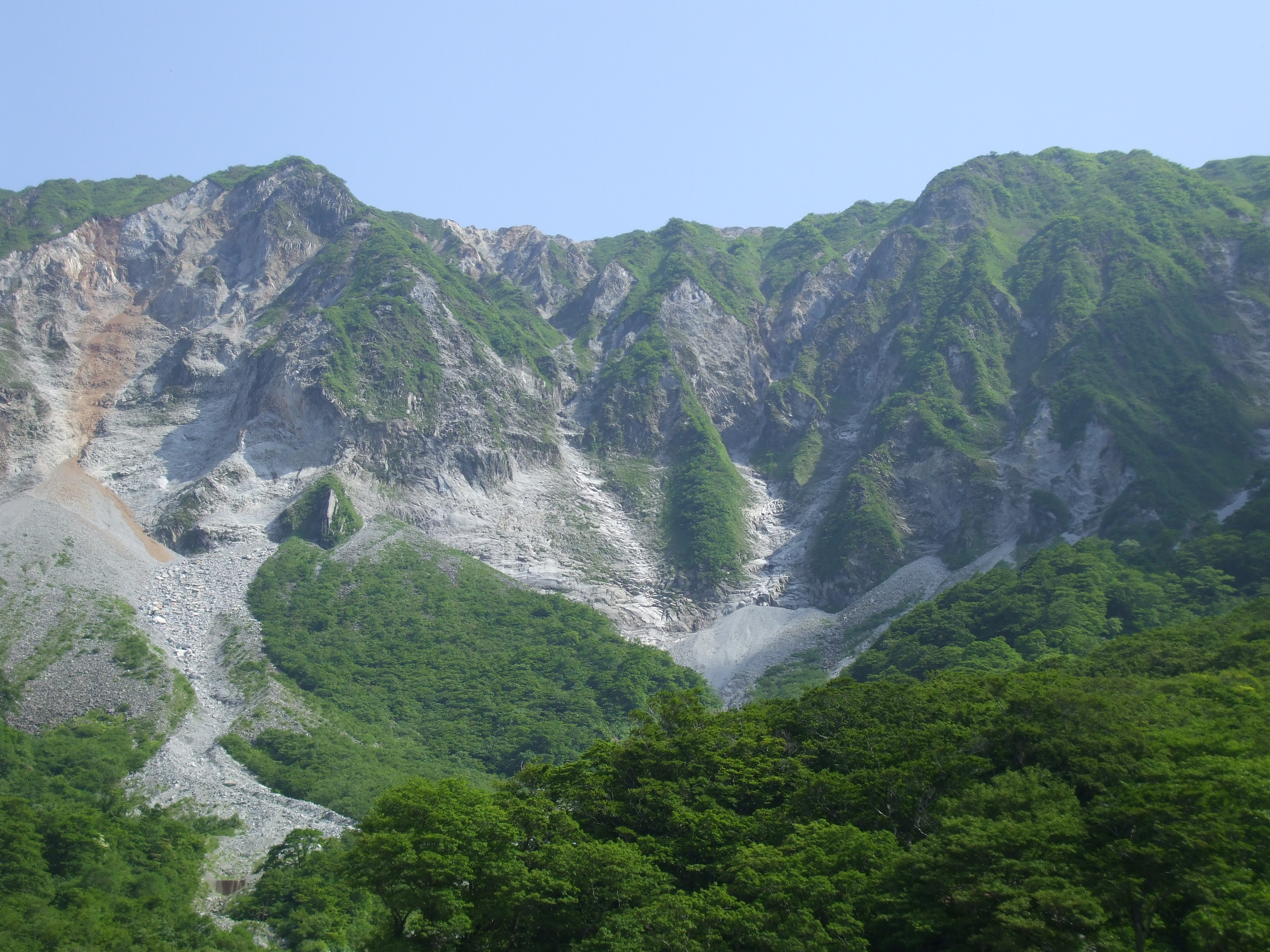
Masyw Daisen od strony północnej
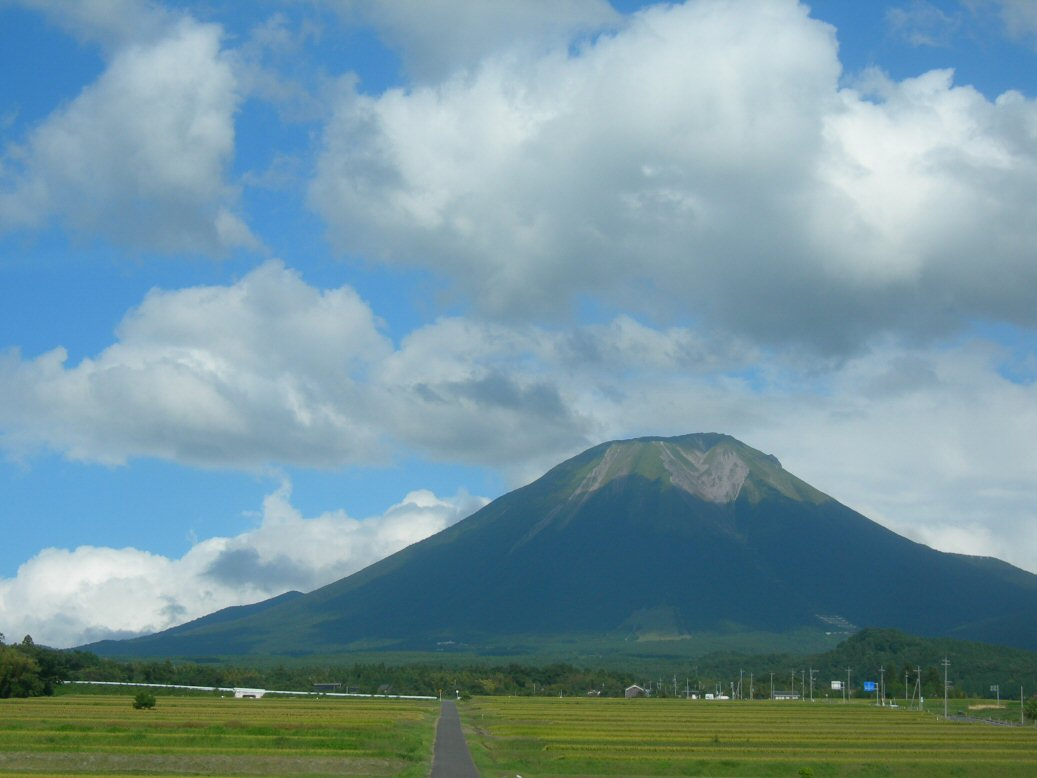
Daisen
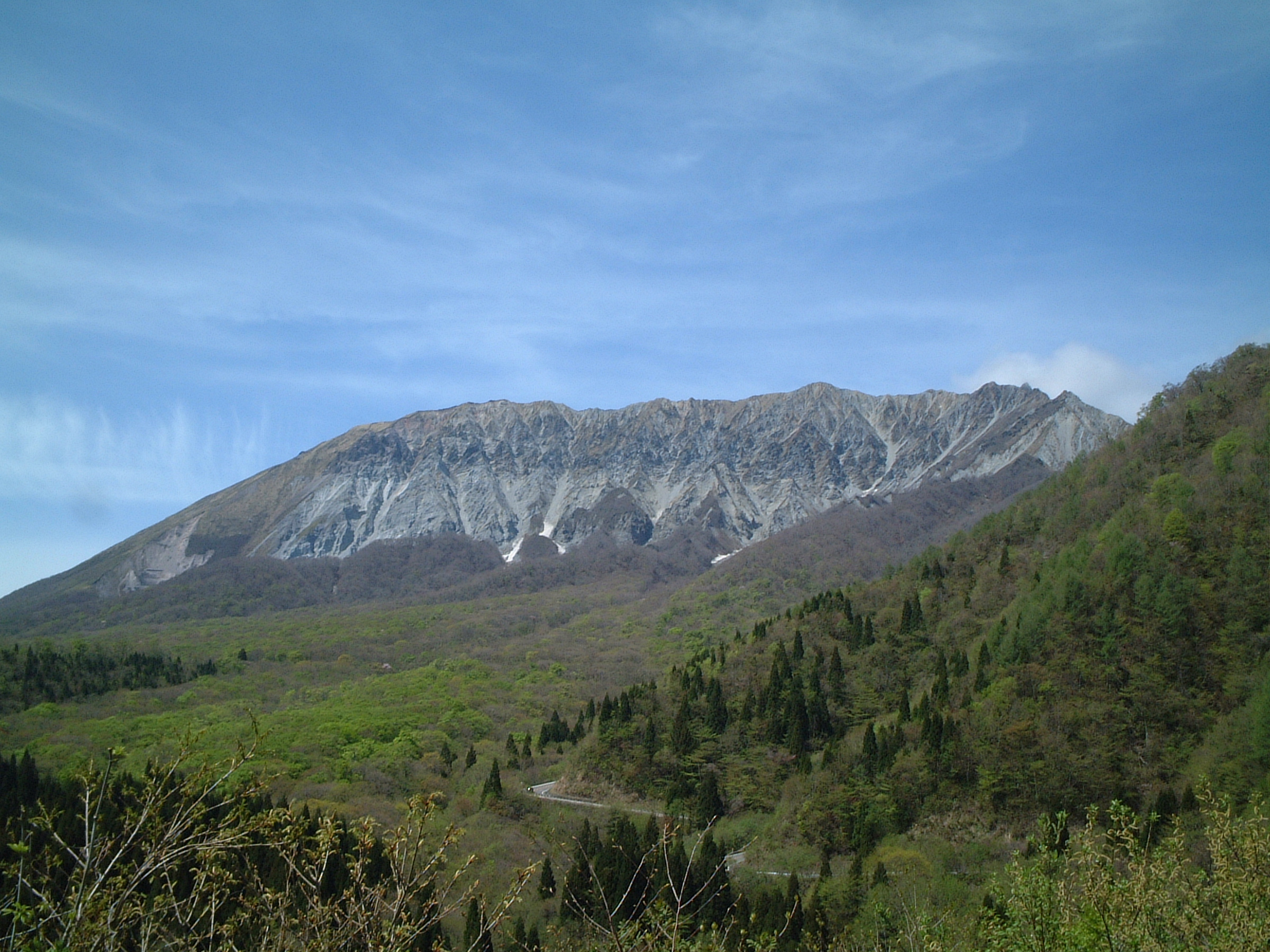
Masyw Daisen od strony południowej